# 山梨县

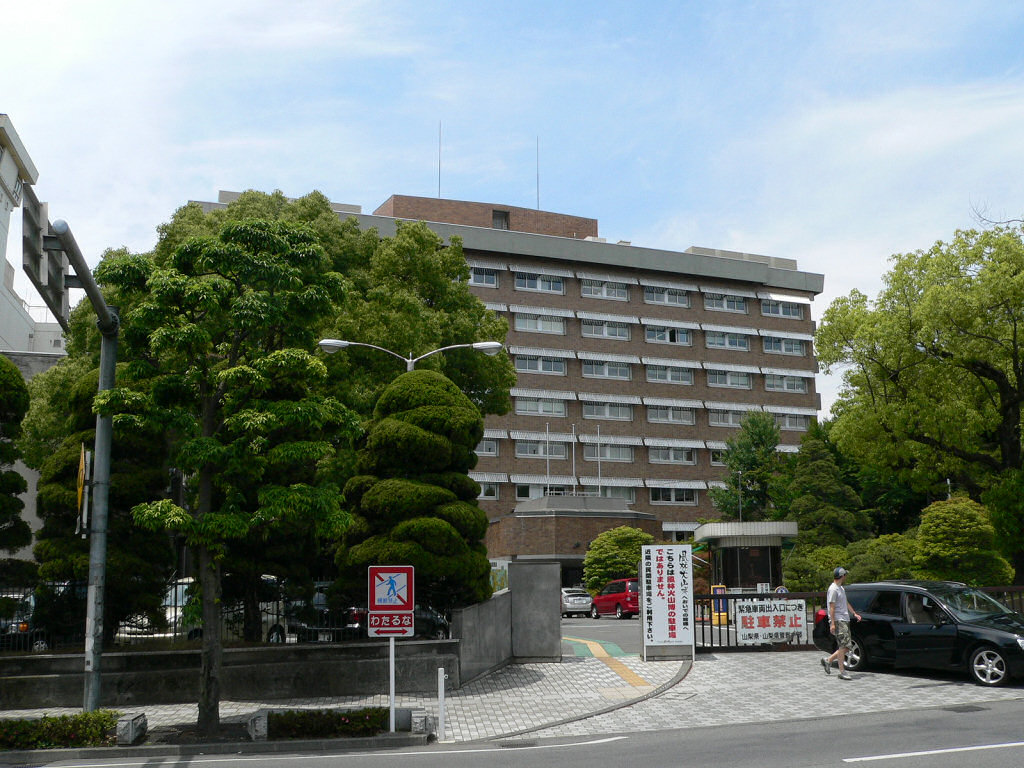
山梨縣廳舍本館

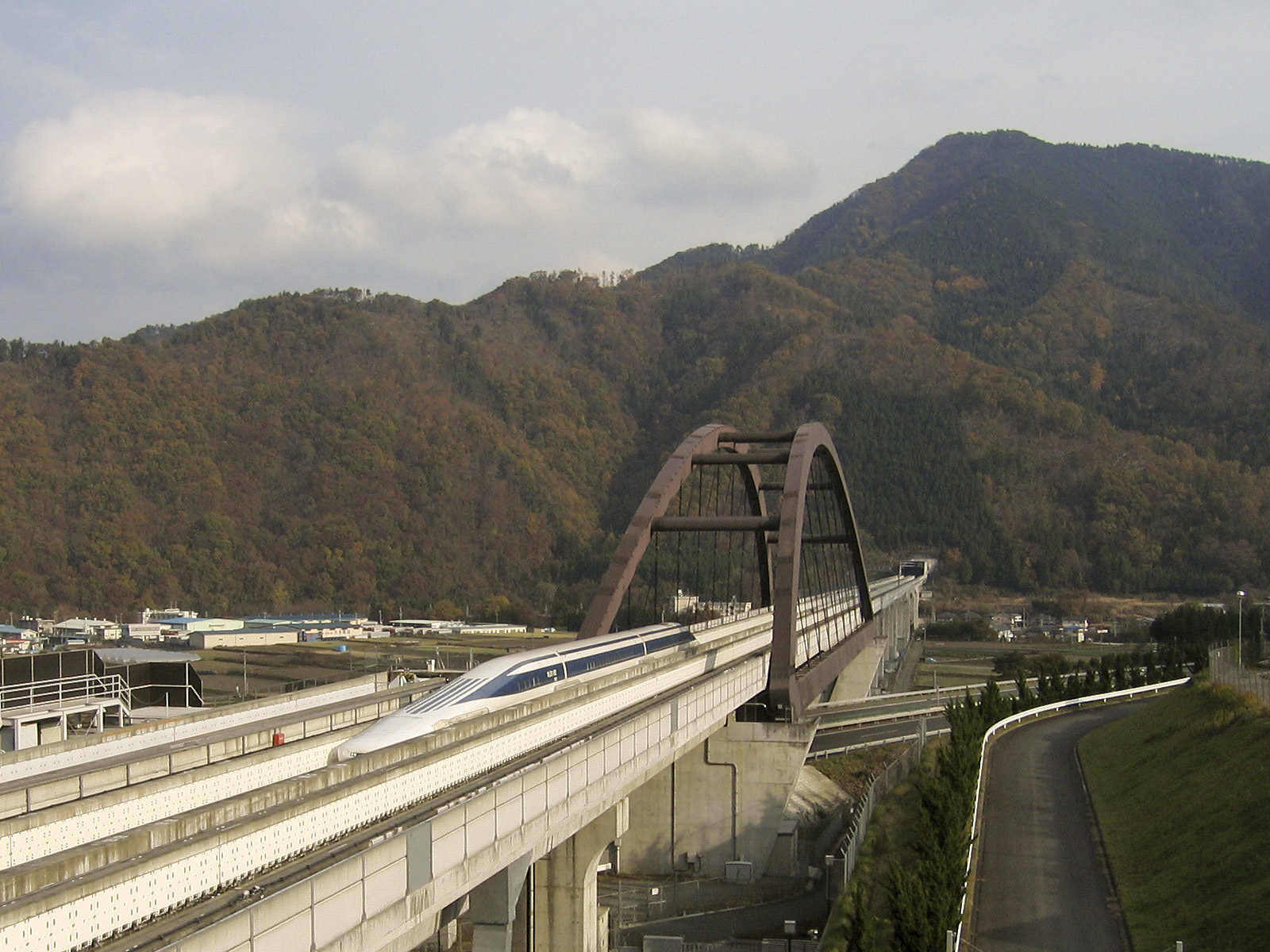
JR磁浮MLX01型列車，於磁浮實驗線試車

山梨县（日语：／ Yamanashi ken */?）是日本本州中部地方的一個縣。山梨縣的人口數約為78萬，地理面積約為4,465.27平方公里。山梨縣東北側與埼玉縣接壤，西北與長野縣接壤，西南與靜岡縣接壤，東南與神奈川縣接壤，東與東京都接壤。甲斐國是山梨縣的前身。
甲府市是山梨縣的首府和最大城市，其他主要城市包括甲斐市、南阿爾卑斯市和笛吹市。山梨縣是日本的八個內陸縣之一，大部分人口居住在被赤石山脈環繞的甲府盆地中部，其總土地面積的 27% 被指定為國立公園。山梨縣擁有多個日本境內高度排名居前的高山，日本最高的山峰和文化標誌富士山的一部分位於山梨縣與靜岡縣邊界上。
山梨县是日本重要的水果生产地区。
超導磁浮列車最主要的測試及實驗路線位於山梨縣；該段路線為中央新幹線的一部分。

## 特產
| 水果、蔬菜       | 水果、蔬菜                           |
| ---------------- | ------------------------------------ |
| 桃               | 全國都道府縣收穫量第一位（16年度）。 |
| 葡萄             | 全國都道府縣收穫量第一位（16年度）。 |
| 櫻桃             | 全國有數的產地。                     |
| 李子             | 全國都道府縣收穫量第一位（16年度）。 |
| 海產物           |                                      |
| 川魚             | 香魚、紅點鮭、櫻鱒等川魚。           |
| 肉類、乳製品     |                                      |
| 猪肉             | 南巨摩郡鰍沢町養殖猪。               |
| 鄉土料理         |                                      |
| 葡萄酒           | 以特產的葡萄作為原料。               |
| 餺飥             | 甲府的鄉土料理。                     |
| 手打烏龍麵       | 吉田的傳統料理。                     |
| 月之雫           | 山梨縣的銘菓。                       |
| 笹子餅           | 名物菓子。                           |
| 工藝品、民藝品   |                                      |
| 甲州印傳         | 國家指定的傳統工藝品。               |
| 甲州水晶貴石細工 | 國家指定的傳統工藝品。               |
| 甲州手彫印章     | 國家指定的傳統工藝品。               |
| 雨畑硯           | 南巨摩郡鰍沢町是硯原石的產地。       |
| 參考資料：       |                                      |

## 其他
- 县兽－日本羚羊

## 外部連結
- 山梨县官方网站 （页面存档备份，存于）
- 山梨县观光联盟 （页面存档备份，存于）
- OpenStreetMap上有關山梨县的地理